# Флаг Ичнянского района
Флаг Ичнянского района  - официальный символ Ичнянского района Черниговской области, утвержденный 26 декабря 2003 года решением сессии Ичнянского районного совета.

## Описание
Флаг представляет собой прямоугольное полотнище с соотношением сторон 2:3, разделенное малиновым клином от верхнего и нижнего углов у древка к центру свободного края на синюю и желтую части.

## Символика
- Малиновый цвет на флаге представляет цвет боевого вымпела Запорожских казаков.
- Синий и желтый цвета означают цвета национального флага Украины.